# Аннеліза Рорер
Аннеліза Рогрер (нім. Anneliese Rohrer, нар. 24 вересня 1944, Вольфсберг) — австрійська журналістка. Аннеліза Рорер — мати режисерки Катаріни Рорер і молодша сестра акторки Ганни Рорер, яка померла в лютому 2022 року.

## Життєпис
Аннеліза Рорер виросла в Каринтії середньою з трьох дочок разом зі своєю матір'ю, яка після Другої світової війни заволоділа меблевим магазином у Клагенфурті. Батька у неї не було, тому що після краху нацизму в Югославії в 1944 році сім'я залишилася без нього. Після початкової, вона в 1963 році закінчила середнью школу, а потім отримала стипендію від програми American Field Service і провела рік у Толедо, штат Огайо, США.
Повернувшись до Австрії, вона вступила на юридичний факультет Віденського університету, але потім перейшла до вивчення історії, де в 1971 році отримала докторський ступінь і звання доктора філософії. Потім вона три роки працювала асистентом в університеті Окленда, Нова Зеландія.
Після повернення до Австрії в 1974 році вона почала працювати в щоденній газеті «Преса». З 1987 року завідувала внутрішньополітичною редакцією. Після розбіжностей із тодішнім головним редактором Андреасом Унтерберґером у 2001 році її перевели до зовнішньополітичної редакції, яку вона очолювала до вимушеної відставки у 2004 році. 2005 року вона опублікувала книгу «Вади характеру: австрійці та їхні політики» (Charakterfehler: Die Österreicher und ihre Politiker). З 2006 по 2009 рік писала для щоденної газети «Кур'єр», в якій щосереди коментувала поточні політичні події. З 2010 року вона знову регулярно писала для «Преси» — спочатку в блозі Rohrers Reality-Check (до березня 2016), [1] а потім у колонці Quergeschrieben [2].
Окрім журналістської роботи, вона викладає журналістику на факультеті прикладних наук у Відні та є членом консультативної ради щомісячного журналу «Дата». Вона також стала відома широкій громадськості завдяки регулярній участі в дискусійних шоу на австрійському телебаченні та радіостанції «Австрія 1». Завдяки її десятирічній діяльності як критично орієнтованого коментатора внутрішньої політики, її часто називають дуаєн або «гранд дамою» австрійської політичної журналістики [3].

## Нагороди
- 2003 — Премія Курта Форгофера[de]
- 2011 — Журналістка року (Австрія)[de] — премія за життєві досягнення[2]
- 2012 — Переможець: Медійна левиця за справу всього життя[3]
- 2018, 2020 і 2022 — Журналіст року в номінації «Оглядач»
- 2024 — Почесна нагорода  прес клубу «Конкордія»[de] за життєві досягнення[4]

## Публікації
- Заява про нову кав'ярню «Journalismus!» У книзі: Томас Гофер (ред.): Бути проти — цього недостатньо. Kremayr & Scheriau, Відень 2015, ISBN 978-3-218-00994-2
- Кінець послуху. Браумюллер 2011, ISBN 978-3-99100-061-7
- Більше якості, менше свавілля. У книзі: Райнгард Крістль, Сільке Рудорфер (ред.): Як мені стати журналістом? Шляхи до роботи вашої мрії. ЛІТ, Відень 2007, ISBN 978-3-7000-0687-9, стор. 51 і далі.
- Вади характеру. Австрійці та їхні політики. Ueberreuter 2005, ISBN 978-3-8000-7088-6
- Мама, якою я хотіла бути. Дочка, якою я є. разом з Біргіт Фендерль, Braumüller Verlag, Відень 2018, ISBN 978-3-99100-255-0